# WinMX
WinMX (Windows Music Exchange) es un software de transferencia de archivos, tipo P2P creado por Frontcode Technologies en 2001 que funciona bajo los sistemas operativos Windows. De acuerdo a un estudio, era la principal fuente para música en línea en 2005 con un estimado de 2.1 millones de usuarios. Frontcode abandono el desarrollo de WinMX en septiembre de 2005, pero una comunidad de desarrolladores puso de nuevo el servicio en línea en pocos días por medio de parches o nuevos archivos de host. En América del Norte, WinMX ha sido eclipsado por otras redes como Gnutella y otros modelos de P2P como BitTorrent.
El sitio web de WinMX y los servidores oficiales de WinMX han sido puestos fuera de línea desde septiembre de 2005 debido a un problema legal (véase la sección de la "declinación" abajo), aunque su uso sigue siendo posible por medio de modificaciones con parches hechos por terceras personas.
Desde mayo de 2011, WinMX ha estado bajo serios ataques de red y casi toda la funcionalidad de la red se ha perdido.

## Características
Para iniciarse, los usuarios se conectan a la WinMX Peer Network (WPN) como un usuario primario o secundario. La mayoría de las funciones de WPN están disponibles para ambos usuarios, pero los usuarios primarios necesitan gastar más ancho de banda, tienden a tener mejores conexiones, y tienen la opción de administrar salas de chat. Los usuarios secundarios usan muy poco ancho de banda, pero su conexión prolongada a la red no siempre es estable.

### Intercambio de archivos
Los usuarios de WinMX pueden intercambiar casi cualquier tipo de archivo usando la red. Los archivos más comunes como audio, video, imagen, y archivos comprimidos están disponibles por defecto, y todos los demás pueden ser configurados a través de las opciones del programa. La red es considerada como muy segura y con un número limitado de virus. WinMX tiene un límite de tamaño para archivos. Los archivos superiores a 2GB no serán compartidos y tienen que ser divididos en trozos más pequeños que 2 GB para ser compartidos. Aunque no hay un límite en el número de archivos que un usuario puede compartir en la red, cuando es solicitada la lista de archivos de un usuario (usando la función "Buscar") solo una cantidad limitada será mostrada. Estos límites son 5000 archivos para conexiones primarias y 3000 para las secundarias. Sin embargo, todos los archivos compartidos serán visibles usando una búsqueda general a través del nombre del archivo o el hash. Estas limitaciones no aplican en los servidores OpenNap.

### Búsqueda de archivos
Los usuarios pueden buscar casi cualquier archivo en WinMX. Cuando un usuario envía una búsqueda, esta se propaga a través de la red. Si el archivo es encontrado, el hash del archivo junto con la forma de encontrarlo es enviado a través de la red al usuario que hizo la búsqueda. Las búsquedas también se pueden hacer por medio de hash en vez de palabras y números.
Incluso antes de que la red WinMX original cerrara en 2005, existían reportes en incremento sobre archivos falsos o información corrupta en las redes. Las personas que almacenaban los archivos, eran llamados "flooders", conectados como usuarios secundarios. Si ciertas palabras son incluidas por un usuario cuando está buscando un archivo, ese usuario recibe muchos resultados falsos. Además de malgastar el tiempo de los usuarios, el gran ancho de banda usado frecuentemente bloquea a los usuarios y al primario al que está conectado. Las inundaciones continuaron incluso cuando los esfuerzos de terceros revivieron WinMX días después de su cierre. Sin embargo, el parche más reciente para WinMX bloquea los archivos falsos.

### Chat
WinMX permite que una persona administre las salas de chat con su función de chat. Hay algunas salas reservadas para chat, algunas para intercambio de archivos, y otras para ambos. Usualmente hay entre 1500 y 2000 salas de chat abiertas en cualquier momento en una multitud de lenguajes. WinMX también permite que los usuarios se envíen mensajes usando la función Mensaje Privado sin tener en cuenta si están o no en una sala de chat o si están intercambiando archivos entre ellos. Sin embargo, las opciones permiten que los usuarios bloqueen mensajes de un usuario. También es posible administrar salas de chat en otros idiomas además de Inglés, como Japonés, Alemán, Francés e Italiano.

### OpenNap
WinMX empezó como un programa P2P que conectaba a los servidores OpenNap. Aún se puede conectar a muchos servidores OpenNap. Estos servidores permiten que los usuarios se conecten a una base de datos más amplia y también recibir muchos más resultados. Dos ventajas de utilizar OpenNap es la habilidad de tener una lista permanente de amigos llamada hotlist y la habilidad de mostrar un número ilimitado de archivos para compartir.

### Traducciones
WinMX esta en inglés por defecto, pero se pueden instalar archivos de lenguaje para traducir los menús en los siguientes idiomas: Chino, Neerlandés, Finlandés, Francés, Alemán, Griego, Húngaro, Italiano, Japonés, Noruego, Polaco, Portugués, Ruso, Español y suizo.

## Historia

### Orígenes
WinMX comenzó su vida como un cliente de OpenNAP capaz de conectar con varios servidores simultáneamente, aunque Frontcode creó más adelante un protocolo propietario, llamado WinMX Peer Network Protocol(WPNP), que fue utilizado con el comienzo de WinMX 2 en mayo del 2001. La versión 2 de WPNP fue eliminada mientras que WinMX 3.0 y su protocolo de la versión 3 de WPNP vinieron en existencia. Frontcode habilitó varios servidores caché para ayudar a la operación de la red WPNP.
Las descargas pueden ser muy rápidas para las canciones populares desde que el usuario puede correr una "transferencia directa de múltiples puntos"(multi-point download) en donde el usuario descarga simultáneamente el mismo archivo de varios usuarios en pedazos pequeños. Algunos consideran a WinMX un programa de descarga mucho más seguro que Kazaa, en parte debido al hecho de que ningún spyware y adware viene con WinMX. El cliente P2P Lopster era usado cuando tenía soporte de WPNP 2, aunque fue cerrado con la llegada de WPNP 3.
WinMX era muy popular en Japón debido a su capacidad de manejar caracteres de 2 bytes. Antes del 2001, era la aplicación P2P más usada en Japón. Sin embargo, el renombre japonés de WinMX cayó agudamente con la detención de varios usuarios, y dado lugar al desarrollo de un uso semi-seguro, cifrado, sin servidor llamado WinNY (la "N" viene después de "M", y la "Y" viene después de "X" quedando como resultado, formada la palabra WinNY). WinMX es también especialmente popular en Italia y Hong Kong.
A principios del 2004, circulaban rumores en Hong Kong sobre que el departamento de aduanas de Hong Kong perseguía a gente que utilizaba WinMX para compartir material con copyright. Esto era falso; bajo leyes de Hong Kong, el poseedor del copyright necesita llevar a cabo un acción legal para llevar a cabo una persecución no-criminal.
El programa de WinMX contiene algunas características incorporadas tales como supervisión del ancho de banda, mensajería instantánea corta, y hosting de salas chat. A menudo, dos usuarios negocian un intercambio de sus archivos con la ayuda del sistema mensajería corta, y con salas chat hospedadas. Después de que las transferencias hayan comenzado, cada uno tiene la opción de seleccionar un ancho de banda para el otro para cerciorarse de que ambas transferencias terminen más o menos en el mismo tiempo. Aparte de esto, el programa en sí mismo, tiene varias desventajas distintas. Consume cantidades enormes de memoria cuando está corriendo durante mucho tiempo, y existe un límite de tamaño para los archivos que pueden ser compartidos (2GB), esta decisión en el diseño es para mantener el soporte en Windows98. También necesita ciertos programas de terceros para agregar funcionalidades como intercambios automatizados, monitor de archivos y aceleración de resultados de búsqueda.

### Declive
Uno de los principales problemas que condujeron al declive de WinMX, era la presencia creciente de los archivos inaccesibles ("dummy"), que fueron puestos (según se sabe) por individuos y/o compañías opuestas a la acción de compartir material por internet. En muchos casos, un usuario podía ver listado en la sección de búsqueda el contenido que el buscaba, pero no podría descargarlo puesto que la mayoría de las selecciones mencionadas eran inaccesibles. Consecuentemente, tomaba un esfuerzo adicional el encontrar fuentes disponibles dentro de la lista, aunque con práctica, esto puede ser realizado con facilidad.
Durante el año 2005, el grupo de NPD encontró que WinMX fue utilizado en más casas de Estados Unidos que cualquier otro cliente del P2P o servicio de descarga legal de música, aunque aún se discute esta afirmación.
El 13 de septiembre de 2005, Frontcode Technologies recibió una carta de cese y renuncia por parte de la RIAA en donde exigía la implementación de filtros para hacer imposible que los usuarios descarguen material con copyright desde WinMX o de lo contrario, deben cerrar. Bajo la amenaza de litigar en su contra, el 21 de septiembre de 2005, la red y el la página oficial de WinMX fueron confirmados como fuera de línea.

### Resurrección
Antes del 25 de septiembre de 2005, los usuarios podían descargar un parche para el software WinMX desde dos páginas web conocidas como el grupo de WinMX y Vladd44. Estos parches trabajan modificando los DNS lookup de WinMX que sirven para encontrar caché de usuarios de WinMX. Cuando WinMX intenta encontrar el caché DNS de FrontCode (servidores centrales esenciales para la operación de WinMX), ordena directamente buscar en un caché nuevo instalado por la comunidad de WinMX. Aunque estos parches re-conectaron a los usuarios, la clausura oficial provocó que los usuarios disminuyeran, y los que permanecieron se dividieron por los parches. Cada grupo quería que los usuarios se re-conectaran usando su parche y no el parche de otro grupo.
En 2008, se liberó un nuevo parche para coincidir con el tercer aniversario de la fecha de lanzamiento de los parches anteriores. Conocido como "WinMX Community Patch", fue creado por el esfuerzo conjunto de un programador independiente y la cooperación y pruebas de las dos comunidades. Soportado y disponible para descarga por los dos grupos; tiene como objetivo reemplazar los parches anteriores, permitiendo a los usuarios una vez más conectarse a un solo conjunto de nodos de caché, unificando a todos los usuarios por primera vez desde la clausura oficial de WinMX de 2005.

## Ataques a la red
Desde mayo de 2011, la red WinMX ha estado bajo ataques del nivel de protocolo por parte de un desarrollador disgustado que está en desacuerdo con aquellos que operan la infraestructura de la red (foros de soporte al usuario y operadores de los nodos de caché). Durante ese tiempo, los usuarios no podían buscar archivos, y no podían recibir la lista de salas de chat completa. Una Lista de Salas de Chat de WinMX web ha sido creada para que los usuarios reciban la lista completa, y ellos también pueden registrar sus salas de chat en esta página, que a su vez se ven obligados a registrarlas en la verdadera red WinMX.

## Reemplazo del cliente
Un proyecto inicialmente llamado WinPY intento ser un reemplazo de código abierto del cliente WinMX. El proyecto WinPY ha sido el proyecto de reemplazo más exitoso con una versión alpha con funcionalidad básica; sin embargo, rápidamente se estancó debido a la falta de interés. También han existido varios proyectos para crear reemplazos pero se han estancado antes de lanzar algo, han pensado en como se debería ver la GUI, sin involucrarse en la programación. Un proyecto anunciado en un sitio importante de la comunidad WinMX esta en curso y está siendo creado como open source, con dos programadores creando el núcleo de la aplicación, se espera que sea lanzado como beta a principios de 2012 después de años de investigación y programación práctica para emular el cliente oficial. Actualmente están en producción versiones de prueba y se están llevando a cabo las primeras pruebas de los módulos funcionales del cliente por grupos cerrados de usuarios.

## Complementos
Adicionalmente al programa y los parches, los programadores y los usuarios de WinMX han creado complementos para mejorar la función de salas de chat o controlar los archivos subidos por otros nodos.

### Chat
La mayor parte de los complementos son para las salas de chat. Entre ellos están bots, servidores para administrar salas, y plugins. Los Bots se usan bien sea para animar las salas de chat, introducir juegos, o para moderar a los usuarios, mantener una lista de los archivos que un usuario en la sala de chat tiene, y más. Otros plugins realizan funciones automáticamente como mostrar los archivos de música que se están reproduciendo en el computador del usuario y ayuda en la publicación de imágenes ASCII de color.
Los servidores de chat son usados principalmente para administrar salas. Esto es para que los administradores de las salas lo hagan más efectivamente. Una gran ventaja de los servidores de chat es que una sala de chat puede ser accedida sin tener que ejecutar una copia completa de WinMX. Algunos contienen accesos directos o menús útiles para hacer que la administración de un canal sea más fácil. Las listas web de las salas de chat están disponibles y pueden ser accedidas usando software.

### Gestores de subidas
Los gestores de subidas son usados para controlar la tasa de subida de los nodos y pueden bloquear que ciertos nodos descarguen, incluyendo aquellos que no comparten ningún archivo.